# 김나희 (희극인)
김나희(1988년 4월 16일 ~ )는 대한민국의 희극인, 가수이다.

## 출연 작품
- KBS2 《개그콘서트》
  - 〈시청률의 제왕〉
  - 〈전설의 레전드〉전학생 이슬이 역
  - 〈견뎌〉
  - 〈좀비 프로젝트〉
  - 〈후궁뎐:꽃들의 전쟁〉
  - 〈안 생겨요〉
  - 〈끝사랑〉
  - 〈가장자리〉
  - 〈크레이지 러브〉
  - 〈렛잇비〉
  - 〈부엉이〉홍학 분홍이 역
  - 〈나미와 붕붕〉
  - 〈우주 라이크〉박영진의 딸 역
  - 〈기승전병〉
  - 〈민상토론〉
  - 〈출소〉
  - 〈갑툭튀〉
  - 〈HER (헐)〉나타샤 역
  - 〈일어나〉
  - 〈회의자들〉
  - 〈클라이 막장〉
  - 〈솔까 홈쇼핑〉
- SBS 파워FM 《김창렬의 올드스쿨》
- tvN 《코미디빅리그》
  - 〈CSI〉
  - 〈2016 하녀〉
  - 〈그린 나이트〉
  - 〈지구대 김순경〉김여운의 엄마 역
  - 〈전설의 복학생〉
- TV조선 《내일은 미스트롯》
- MBC 《생방송 행복드림 로또 6/45》게스트 926회

### 드라마
- 《유령을 잡아라!》(tvN, 2019년)

### 영화
- 29초 영화제〈사랑을 얻다〉

## 수상
- 2019년 TV조선 내일은 미스트롯 5위